# Канада-Вотер (станція)
51°29′54″ пн. ш. 0°03′00″ зх. д. / 51.498333° пн. ш. 0.05° зх. д.
Канада-Вотер (англ. Canada Water) — станція лінії Джубилі Лондонського метро та Східно-Лондонської лінії London Overground, у Канада-Вотер, Лондон. Розташована у 2-й тарифній зоні, між станціями для Лондонського метро — Бермондсі та Кенері-Ворф, для London Overground — Ротерхіт та Суррей-Квейс. Пасажирообіг для Лондонського метро на 2017 рік — 15.10 млн осіб, для London Overground — 24.997 млн осіб

## Історія
- 19 серпня 1999: відкриття станції у складі Східно-Лондонської лінії
- 17 вересня 1999: відкриття трафіку лінії Джубилі

## Пересадки
- На автобуси London Buses маршрутів 1, 47, 188, 199, 225, 381, C10, P12 та нічних маршрутів N1, N199, N381.

## Послуги
| Попередня станція | Лінія | Лінія                                     | Лінія | Наступна станція |
| ----------------- | ----- | ----------------------------------------- | ----- | ---------------- |
| Бермондсі         |       | Лондонське метро Лінія Джубилі            |       | Кенері-Ворф      |
| Ротергіт          |       | London Overground Східно-Лондонська лінія |       | Суррей-Квейс     |